# Тангу (барабан)
Тангу (кит. 堂鼓, пиньинь tánggǔ) — традиционный китайский ударный музыкальный инструмент (барабан).

## Описание

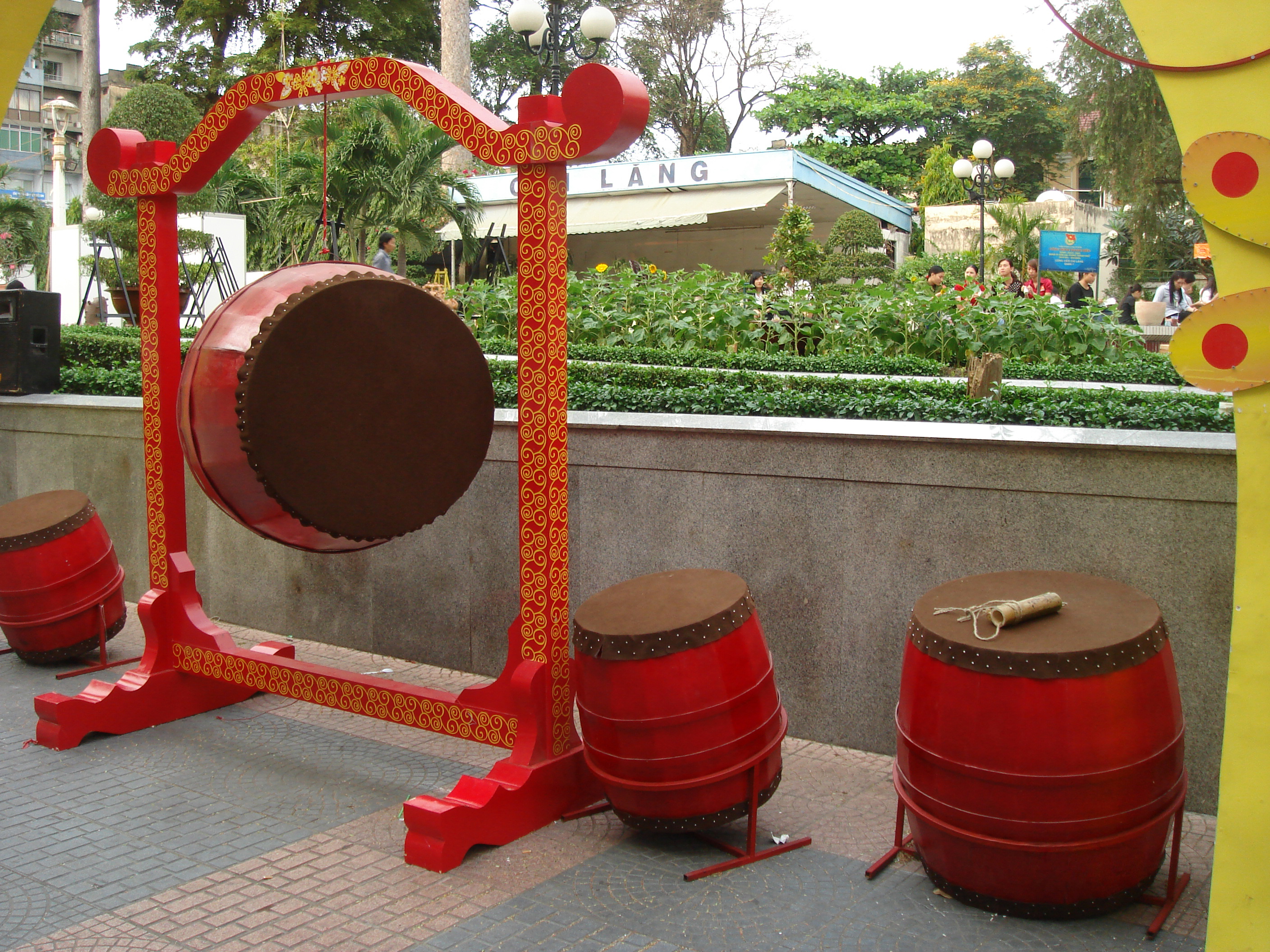
Тангу в Хошимине подготовлены к празднованию китайского Нового года

Бочкообразный корпус тангу выполняется из айланта, клёна, берёзы, тополя или другого вида дерева и имеет длину от 60 до 80 сантиметров и диаметр от 20 до 100 сантиметров и более; красится он чаще всего в красный цвет. Барабан обычно подвешивается за закреплённые на корпусе четыре железных кольца или ставится на деревянную раму.
Мембраны расположены по обе стороны тангу и выполнены из коровьей, свиной или козлиной кожи.
Для игры на тангу используются две деревянные палочки.
Тангу используется во время буддистских ритуалов и театральных постановок, а также для многих типов китайской музыки; в том числе тангу разных размеров могут входить в оркестр пекинской оперы.
Датангу (кит. 大堂鼓; большой тангу или львиный тангу) традиционно используется в первые дни китайского Нового года во время исполнения танца льва.
На сяотангу (кит. 小堂鼓; маленьком тангу) играют вертикально.